# يحيى خرمي
يحيى خرمي (بالإنجليزية: Yahya Khormi)‏؛ مواليد 8 يونيو 1998 في جازان، السعودية، هو لاعب كرة قدم سعودي يلعب حالياً في نادي وج.
مثل سابقاً نادي الاتحاد ونادي التعاون ونادي الخلود ونادي بيشة ونادي وج.

## روابط خارجية
- يحيى خرمي على موقع قاعدة بيانات كرة القدم.إي يو (الإنجليزية)
- يحيى خرمي على موقع Soccerway.com (الإنجليزية)